# Distritos de Viena

Localización de Viena en Austria.

Distritos de Viena numerados

Viena se divide políticamente en 23 distritos urbanos (del alemán: Bezirk). Los habitantes de Viena se refieren a los distritos bien por su nombre, bien por su número: «el decimoséptimo», «Viena 17» o «Viena XVII». Estos números se encuentran en todas las señales de las calles delante de su nombre (por ejemplo, "17, Pezzlgasse") y forman el segundo y tercer dígito del código postal (1010 para el primer distrito hasta 1220 para el 22.º distrito, siendo el 23.º distrito una excepción.

## Historia

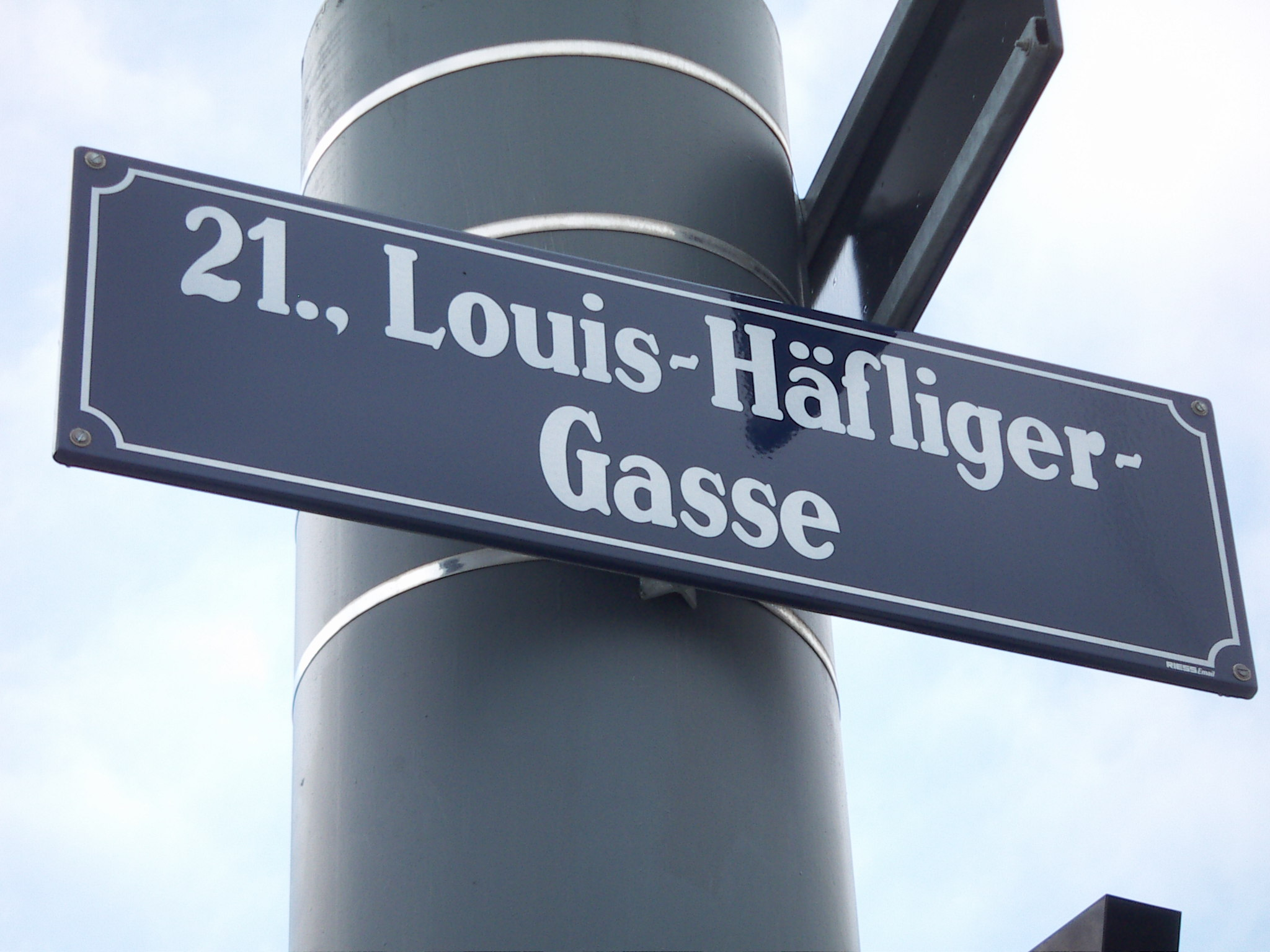
Placa de la calle Louis Haefliger en 21.º distrito

### La ciudad y sus suburbios
La ciudad original de Viena comprendía hasta la muralla de la ciudad, en la actualidad la mayor parte del distrito 1, el centro urbano. A partir del XV se produjo una intensa colonización frente a la muralla de la ciudad. Al inicio del asedio turco de Viena en 1529, los suburbios medievales fueron incendiados para dar no dejar cobertura al enemigo.Los suburbios modernos que aparecieron después fueron subordinados a sus correspondientes señores feudales. En 1683, los suburbios de la ciudad fueron afectados de nuevo por el segundo asedio turco. En 1704 se construyó una muralla (del alemán: Linienwall), en lo que actualmente es el cinturón principal de la ciudad o Gürtel, para proteger estos barrios de los ataques de los turcos.

### 1850: Barrios incorporados, en los suburbios de forma independiente
En 1848, los derechos señoriales fueron sustituidos, y los pueblos pasaron a ser municipios. En 1850, la ciudad y 34 de los suburbios se fusionaron aunque la muralla de la ciudad sería demolida después de 1858. Los suburbios más antiguos se dividieron en los distritos 2.º al 8.º. Debido a nuevas divisiones, el número de distritos aumentó a 10. En 1861 el 5.º distrito se separó del 4.º, pasando los distritos del 5.º al 8.º a ser del 6.º al 9.º. En 1874 el recién creado cinturón de Viena o Gürtels separó parte de los distritos 4.º y 5.º, dando lugar estas zonas separadas al 10.º distrito, que se ampliaría más tarde en 1892 y 1954.
Fuera de la línea amurallada se encontraban suburbios periféricos, algunos de los cuales como Währing acabaron convirtiéndose en pequeñas ciudades. La línea amurallada se correspondía al mismo tiempo con el límite en el que se establecían los impuestos a la importación de la ciudad y al consumo, haciendo más barata la vida en los barrios exteriores a la ciudad. Por este motivo y porque algunos de estos barrios periféricos eran consciente de la importancia de su autonomía, las negociaciones para su incorporación a la ciudad se prolongaron durante unos 20 años.

### 1892, 1904, en los suburbios incorporados
En 1888, en la apertura del Türkenschanzpark en la pueblo de Währing (ahora 18.º Distrito), el emperador  Francisco José  dio un discurso sobre la esperada rápida eliminación del límite físico de los suburbios, haciendo público un proyecto ya decidido: el 19 de diciembre de 1890, la ley ya estaba establecida y a partir del 1 de enero de 1892 los suburbios periféricos se incorporaron a la ciudad como distritos del 11.º al 19.º. En 1900, el 20.º Distrito se separó del segundo. En 1904, el pueblo de Floridsdorf en la parte oriental del Danubio (en la orilla izquierda del río),  pasó a convertirse en el 21.º distrito de Viena. Hasta entonces, solo el 2.º distrito de Viena, que hasta 1938 se prolongaba hasta el cauce principal del río (llamado Viejo Danubio), se extendía hasta la orilla izquierda del Danubio.

### 1938: 97 municipios incorporados

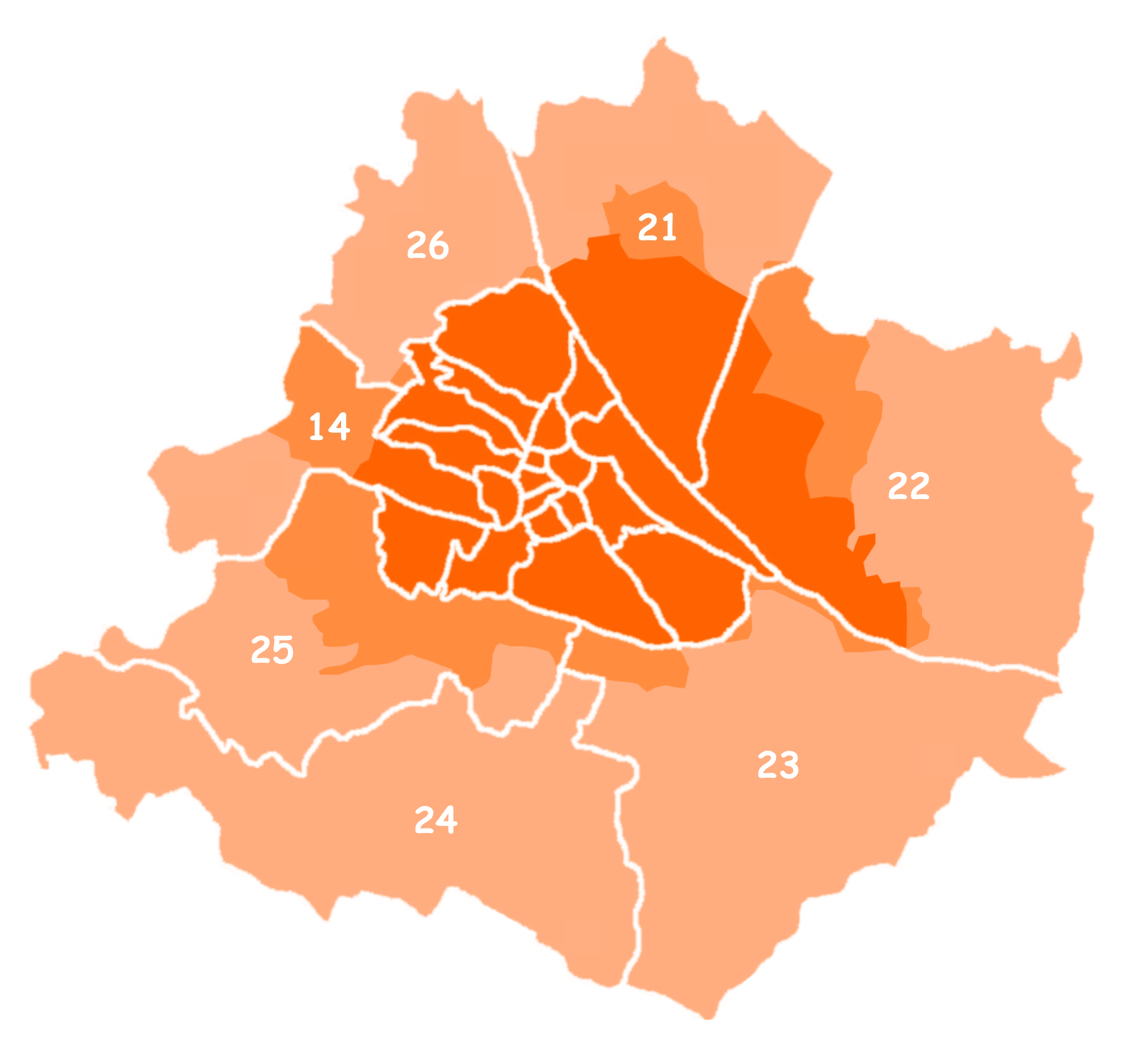
Mapa de la Gran Viena:
La ciudad hasta 1938
1954, zona que permaneció en Viena
1954, zona que se segregó de Viena

Después de la anexión de Austria a la Alemania nazi, o Anschluss, en 1938, por una decisión del Gobierno de 1 de octubre, con efecto a partir del 15 de octubre de 1938 97 municipios de Baja Austria fueron incorporados a la ciudad. Con esto Viena , con un área de 1124 km², se convirtió en "la ciudad alemana más extensa". La mayor parte de las incorporaciones se produjeron desde que en 1954 entraron en vigor las modificaciones territoriales acordadas en 1946, dando lugar a la Gran Viena. Esta se componía de 26 distritos. Los nuevos distritos fueron:
- 14.º Distrito: Penzing. El distrito 14.º original, Rudolfsheim, se unió al 15.º Fünfhaus.
- 22.º Distrito: Grande-Enzersdorf
- 23.º Distrito: Schwechat
- 24.º Distrito: Mödling
- 25.º Distrito: Liesing
- 26.º Distrito: Klosterneuburg

Los pueblos de Breitenfurt, Laab en el bosque, Perchtoldsdorf, Vösendorf y Hennersdorf no permanecieron el distrito de Mödling sino que fueron incorporados al 25.º distrito, Liesing.

### 1954: Segregación de 80 municipios
En 1954 los representantes de las fuerzas de ocupación soviética accedieron a que muchos de los municipios fronterizos se segregaran. Los leyes promulgadas en 1946 entrarían en  vigor el 1 de septiembre de 1954. Sin embargo, para esa fecha muchos ciudadanos se habían acostumbrado a ser ciudadanos de Viena. La misma Viena  promovió la permanencia dentro de la propia ciudad. Incluso tuvo lugar referendos no oficiales, como en Mödling y Klosterneuburg. Sin embargo, la decisión política tomada en 1945/1946 se mantuvo firme: solo partes del 22.º (ahora, el Donaustadt) y del 25.º distrito (como 23.º) y varios municipios de las afueras que se mantuvieron en Viena. Todas los demás municipios volvieron a formar parte de Baja Austria (distrito de Wien-Umgebung). Viena perdió por dos tercios de su superficie pasando a ser 415 km².
Las reliquias de la Gran Viena son todavía visibles hoy en la electricidad, gas y teléfono. El proveedor de electricidad de los municipios del entorno es en muchas ocasiones Wien-Energie y no EVN AG. Kledering Mauerbach Perchtoldsdorf Schwechat Vösendorf y otros municipios de la periferia de Viena siguen siendo parte de la red telefónica de Viena con el prefijo 01 (o 43 -1 desde el extranjero).

## Distritos y sus divisiones
Dado que el área urbana actual se creó a partir de la anexión de numerosos suburbios antiguos y barrios periféricos, hoy en día se encuentran en el mapa sus nombres y los nombres de lugares antiguos. Incluso en la actualidad existen en algunas partes de la ciudad divisiones en barrios tanto arquitectónicas como mentales llamados "Grätzl" o barrios (del alemán: Viertel). Esto es especialmente visible en los suburbios, donde a menudo se encontraba el centro de las ciudades tradicionales (por ejemplo, Kaiserebersdorf Mauer, Hütteldorf, Grinzing).
Los distritos del 1.º al 9.º y el 20.º se denominan distritos internos (del alemán: Innenbezirke). Todos los demás, especialmente los distritos del 10.º a 19.º son los distritos externos (en alemán: Außenbezirke). Los distritos 21.º, 22.º y 23.º se denominan distritos periféricos (del alemán: Randbezirke).
A pesar de tener pocos habitantes, el primer distrito es el que produce más empleos con 100.745 empleados. La razón de esta alta densidad de trabajadores es, por un lado, el turismo, que da vida a las calles y callejones de tiendas, y, por otro lado, la fácil accesibilidad del centro de la ciudad que para muchas empresas, especialmente en el sector de servicios, es una  importante ubicación y un importante factor de prestigio.
El Donaustadt, el 22.º distrito, es el de mayor área y el segundo distrito más poblado. Incluye 10.229 hectáreas de superficie y 158.933 habitantes. Debido a la gran superficie del distrito, éste es uno de los distritos menos poblados. Solo el 13.º Distrito en el oeste de la ciudad, Hietzing, con 1,361 personas por kilómetro cuadrado, tiene una densidad de población aún más baja, debido a que la reserva animal Lainzer Tiergarten (25 km²) forma parte del distrito.
El distrito más pequeño es el 8.º o Josefstadt. En los 1,08 km² viven 23.747 personas, convirtiéndolo en el segundo distrito de mayor densidad de población de la ciudad. La mayor densidad de población la presenta el 5.º distrito, Margareten. En dos kilómetros cuadrados viven 53.178 personas, es decir, una densidad de población de 26.196 habitantes por km².

## Lista de los distritos de Viena
| N.º | Distrito        | Escudo de armas     | División del distrito | Incorporación | Superficie (hectárea) | Habitantes (2011) | Habitantes por km² | Empleados (2001) |
| --- | --------------- | ------------------- | --- | --- | --------------------- | ----------------- | ------------------ | ---------------- |
| 1   | Centro          | Centro de la ciudad | - | 1850: superficie del distrito hasta la zona extramuros de la ciudad | 301                   | 16 854            | 5599               | 100 745          |
| 2   | Leopoldstadt    | Leopoldstadt        | Jägerzeile Leopoldstadt Zwischenbrücken | 1850 incl. Brigittenau, hasta 1900, 20.º Distrito; y Kaisermühlen, que pasó al 21.º en 1938 y al 22.º en 1954; 1954 / 1955 con Albern (véase Distrito 11) | 1927                  | 96 016            | 4983               | 47 316           |
| 3   | Landstraße      | Landstraße          | Landstraße Erdberg Weißgerber | 1850; desde 1938, con Arsenal y Schweizer Garten (antes 10.º Distrito) | 739                   | 85 045            | 11 508             | 67 812           |
| 4   | Wieden          | Wieden              | Hungelbrunn Schaumburgergrund Wieden | 1850 (hasta 1861, incluyendo Margareten; hasta 1874, incluyendo parte de Favoriten) | 180                   | 30 943            | 17 191             | 24 971           |
| 5   | Margareten      | Margareten          | Hundsturm Laurenzergrund Margareten Matzleinsdorf Nikolsdorf Reinprechtsdorf                                                                                                  | 1850 como parte de Wieden, 1861 Distrito (hasta 1874, incluyendo parte de Favoriten) | 203                   | 53 178            | 26 196             | 14 964           |
| 6   | Mariahilf       | Mariahilf           | Gumpendorf Laimgrube Magdalenengrund Mariahilf Windmühle | 1850 (hasta 1861 como el 5.º Distrito) | 148                   | 29 623            | 20 016             | 21 906           |
| 7   | Neubau          | Neubau              | Altlerchenfeld Neubau Sankt Ulrich Schottenfeld Spittelberg También una pequeña parte de los antiguos suburbios de Mariahilf, Laimgrube y Altlerchenfeld pertenecen a Neubau. | 1850 (hasta 1861 como el 6.º distrito) | 161                   | 30 392            | 18 877             | 25 743           |
| 8   | Josefstadt      | Josefstadt          | Alservorstadt Altlerchenfeld Breitenfeld Josefstadt Strozzigrund | 1850 (hasta 1861 como el 7.º distrito) | 108                   | 23 747            | 21 988             | 14 135           |
| 9   | Alsergrund      | Alsergrund          | Alservorstadt Althangrund Himmelpfortgrund Lichtental Michelbeuern Rossau Thurygrund                                                                                          | 1850 (hasta 1861 como el 8.º Distrito) | 299                   | 39 688            | 13 274             | 54 948           |
| 10  | Favoriten       | Favoriten           | Favoriten Inzersdorf City Oberlaa Rothneusiedl Unterlaa | 1850 como la parte norte del 4.º, desde 1861 también del 5.º distrito; 1874 como 10.º Distrito; 1892 hasta Donauländebahn; 1938: Arsenal pasa al tercer Distrito; Rothneusiedl, Oberlaa Unterlaa (23 ° distrito, Schwechat) incorporados al 10.º distrito en 1954.           | 3180                  | 177 215           | 5573               | 56 849           |
| 11  | Simmering       | Simmering           | Albern Kaiserebersdorf Simmering | 1892, 1938 (1938-1954 Albern en el 23.º Distrito, Schwechat; 1954-1955 en el 2.º distrito) | 2327                  | 90 712            | 3898               | 30 798           |
| 12  | Meidling        | Meidling            | Altmannsdorf Gaudenzdorf Hetzendorf Obermeidling Untermeidling | 1892 | 816                   | 88 579            | 10                 | 30 157           |
| 13  | Hietzing        | Hietzing            | Hietzing sub-St.-Veit Alto de San Vito Hacking Lainz Speising | 1892; hasta 1938 con Baumgarten, Breitensee, Hütteldorf Penzing; desde 1938 con Friedensstadt, Siedlung Auhofer Trennstück y asentamientos vecinos; Lainzer Tiergarten incorporado en 1938 (entonces 25.º distrito, actualmente 23.º, desde el año 1956 en el 13.º distrito) | 3770                  | 51 292            | 1361               | 23 743           |
| 14  | Penzing         | Penzing             | Baumgarten Breitensee Hadersdorf-Weidlingau Hütteldorf Penzing | 1892 Baumgarten, Breitensee, Hütteldorf, Penzing eran parte del 13.º Distrito; desde 1938 del 14.º Distrito junto con Hadersdorf-Weidlingau. | 3382                  | 84 933            | 2511               | 25 960           |
| 15  | Rudolf-Fünfhaus | Rudolf-Fünfhaus     | Rudolfsheim Fünfhaus Seis House | 1892 (hasta 1938: 14.º, Rudolfsheim; 15.º, Fünfhaus; y luego desde 1957 Fünfhaus, nombre del distrito) | 386                   | 72 021            | 18 658             | 28 219           |
| 16  | Ottakring       | Ottakring           | Neulerchenfeld Ottakring | 1892 | 865                   | 95 386            | 11 027             | 25 757           |
| 17  | Hernals         | Hernals             | Hernals Dornbach Neuwaldegg | 1892 | 1135                  | 52 913            | 4662               | 14 477           |
| 18  | Währing         | Währing             | Gersthof Pötzleinsdorf Währing Weinhaus | 1892 (desde 1938 con Neustift am Walde y Salmannsdorf) | 628                   | 48 013            | 7645               | 13 972           |
| 19  | Döbling         | Döbling             | Grinzing Heiligenstadt Josef pueblo Kahlenbergerdorf Neustift am Walde Nussdorf Oberdöbling Salmannsdorf Sievering Unterdöbling                                               | 1892; Kuchelauer Hafen más tarde; desde 1938, Neustift am Walde y Salmannsdorf (antes 18.º Distrito) | 2490                  | 68 820            | 2764               | 26 665           |
| 20  | Brigittenau     | Brigittenau         | Brigittenau Zwischenbrücken | 1850 como parte del 2.º Distrito, separado de este en 1900. | 567                   | 83 607            | 14 746             | 21 729           |
| 21  | Floridsdorf     | Floridsdorf         | Donaufeld Floridsdorf Großjedlersdorf Jedlesee Leopold Stammersdorf Strebersdorf                                                                                              | 1904, 1911 (Strebersdorf), 1904-1938, con Aspern, Hirschstetten, Lobau, Stadlau; desde 1938 con Stammersdorf; durante 1904-1954 con Kagran; durante 1938-1954, con Kaisermühlen.                                                                                             | 4452                  | 142 603           | 3203               | 48 062           |
| 22  | Donaustadt      | Donaustadt          | Aspern Breitenlee Essling Hirschstetten Kagran Kaisermühlen Stadlau Süßenbrunn                                                                                                | 1904-1938 Aspern, Hirschstetten, Lobau, Stadlau en el 21.º Distrito; 1938 en 22.º Distrito, Groß-Enzersdorf, con Breitenlee, Essling, Süßenbrunn; 1954 Kagran Kaisermühlen del 21.º Distrito, Groß-Enzersdorf pasa a Baja Austria                                            | 10 229                | 158 933           | 1554               | 44 420           |
| 23  | Liesing         |                     | Atzgersdorf Erlaa Inzersdorf Kalksburg Liesing Mauer Rodaun Siebenhirten | 1938, 25.º Distrito; 1954, 23.º Distrito; 1956 Lainzer Tiergarten pasa al 13.º Distrito. | 3202                  | 93 629            | 2924               | 55 759           |
|     | Viena           | Viena               | - | - | 41 495                | 1 714 142         | 4131               | 821 458          |